# Marie Jay Marchand-Arvier
Marie Jay Marchand-Arvier (llamada Marie Marchand-Arvier antes de casarse) nació el 8 de abril de 1985 en Laxou (Francia) es una esquiadora que ha ganado 1 Medalla en el Campeonato del Mundo (de plata) y tiene 5 podios en la Copa del Mundo de Esquí Alpino.

## Resultados

### Juegos Olímpicos de Invierno[1]
- 2006 en Turín, Italia
  - Descenso: 15.ª
  - Combinada: 18.ª
  - Super Gigante: 25.ª
- 2010 en Vancouver, Canadá
  - Descenso: 7.ª
  - Combinada: 10.ª

### Campeonatos Mundiales
- 2007 en Åre, Suecia
  - Descenso: 11.ª
  - Super Gigante: 18.ª
- 2009 en Val d'Isère, Francia
  - Super Gigante: 2.ª
  - Combinada: 5.ª
  - Descenso: 6.ª
- 2011 en Garmisch-Partenkirchen, Alemania
  - Combinada: 15.ª
  - Super Gigante: 20.ª
  - Descenso: 22.ª
- 2013 en Schladming, Austria
  - Descenso: 14.ª
  - Super Gigante: 14.ª
- 2015 en Vail/Beaver Creek, Estados Unidos
  - Super Gigante: 14.ª

### Copa del Mundo

#### Clasificaciones en Copa del Mundo[2]
| Temporada | Edad | Pos. General | Eslalon | Esl. Gigante | Super Gig. | Descenso | Combinada |
| --------- | ---- | ------------ | ------- | ------------ | ---------- | -------- | --------- |
| 2005      | 19   | 96           | —       | —            | —          | 45       | —         |
| 2006      | 20   | 80           | —       | —            | 38         | 52       | 29        |
| 2007      | 21   | 27           | —       | —            | 35         | 9        | 17        |
| 2008      | 22   | 36           | —       | —            | 31         | 17       | 28        |
| 2009      | 23   | 16           | —       | 55           | 12         | 11       | 8         |
| 2010      | 24   | 23           | —       | —            | 10         | 19       | 11        |
| 2011      | 25   | 31           | —       | —            | 18         | 18       | 32        |
| 2012      | 26   | 29           | —       | —            | 25         | 8        | 35        |
| 2013      | 27   | 28           | —       | —            | 24         | 14       | 21        |
| 2014      | 28   | 60           | —       | —            | 26         | 29       | —         |
| 2015      | 29   | 58           | —       | —            | 25         | 29       | —         |